# Levier (Doubs)
Levier é uma comuna francesa na região administrativa de Borgonha-Franco-Condado, no departamento de Doubs. Estende-se por uma área de 37,6 km². Em 2010 a comuna tinha 2 446 habitantes (densidade: 65,1 hab./km²).